# 维多利亚·索恩利
维多利亚·索恩利（英語：Victoria Thornley，1987年11月30日—），英国女子赛艇运动员。她曾代表英国参加2012年、2016年和2020年夏季奥林匹克运动会赛艇比赛，其中2016年奥运会获得一枚银牌。